# Крона-Росавто
«Крона-Росавто» — российский мини-футбольный клуб из Нижнего Новгорода, существовавший в 1988—2002 годах. Четыре сезона провёл в Высшей лиге (тогда так назывался высший дивизион российского чемпионата). Высшее достижение — 12 место в сезоне 1997/98.

## История
Основан в 1988 году под названием «Союз». В сезоне 1992/93 назывался «Союз-Крона», затем просто «Крона». За годы существования клуб трижды пробивался в Высшую лигу и лишь однажды смог продержаться там более одного сезона. За этот отрезок он и показал лучший результат в своей истории, заняв 12 место в сезоне 1997/98.
В 2000 году был переименован в «Крона-Росавто». Заняв 15 место в Высшей лиге сезона 2001/02, нижегородский клуб вскоре прекратил своё существование.

## Выступления в чемпионатах России
| Сезон   | Лига             | Занятое место |
| ------- | ---------------- | ------------- |
| 1993/94 | Первая лига (II) | 3             |
| 1994/95 | Высшая лига (I)  | 14            |
| 1995/96 | Первая лига (II) | ?             |
| 1996/97 | Первая лига (II) | 4             |
| 1997/98 | Высшая лига (I)  | 12            |
| 1998/99 | Высшая лига (I)  | 16            |
| 1999/00 | Первая лига (II) | 8             |
| 2000/01 | Первая лига (II) | 4             |
| 2001/02 | Высшая лига (I)  | 15            |